# Liste der Nummer-eins-Hits in den britischen Charts (1986)
Dies ist eine Liste der Nummer-eins-Hits in den britischen Charts im Jahr 1986. Sie basiert auf den Official Singles Chart Top 100 und den Official Albums Chart Top 100, die vom Chart Information Network ermittelt wurden. Es gab in diesem Jahr 21 Nummer-eins-Singles und 14 Nummer-eins-Alben.

## Singles
| ← 1985 ← | Liste der Nummer-eins-Hits in den britischen Charts | Liste der Nummer-eins-Hits in den britischen Charts | Liste der Nummer-eins-Hits in den britischen Charts | 1987 →                    |
| \| Zeitraum \| Wo. ges. \| Interpret \| Titel Autor(en) \| Zusätzliche Informationen \| \| (Zeitraum, Wochen auf Platz eins, Interpret, Titel, Autor[en], zusätzliche Informationen) \| \| \| \| \| \| ----------------------------------------------------------------------------------------- \| -------- \| -------------------------------------- \| ---------------------------------------------- \| ------------------------- \| \| 22. Dezember 1985 – 4. Januar 1986 2 Wochen \| 2 \| Shakin’ Stevens \| Merry Christmas Everyone \| – \| \| 5. Januar 1986 – 18. Januar 1986 2 Wochen \| 2 \| Pet Shop Boys \| West End Girls \| – \| \| 19. Januar 1986 – 1. Februar 1986 2 Wochen \| 2 \| A-ha \| The Sun Always Shines on T.V. \| – \| \| 2. Februar 1986 – 1. März 1986 4 Wochen \| 4 \| Billy Ocean \| When the Going Gets Tough, the Tough Get Going \| – \| \| 2. März 1986 – 22. März 1986 3 Wochen \| 3 \| Diana Ross \| Chain Reaction \| – \| \| 23. März 1986 – 12. April 1986 3 Wochen \| 3 \| Cliff Richard & the Young Ones \| Living Doll \| – \| \| 13. April 1986 – 3. Mai 1986 3 Wochen \| 3 \| George Michael \| A Different Corner \| – \| \| 4. Mai 1986 – 10. Mai 1986 1 Woche \| 1 \| Falco \| Rock Me Amadeus \| – \| \| 11. Mai 1986 – 31. Mai 1986 3 Wochen \| 3 \| Spitting Image \| The Chicken Song \| – \| \| 1. Juni 1986 – 21. Juni 1986 3 Wochen \| 3 \| Doctor & the Medics \| Spirit in the Sky \| – \| \| 22. Juni 1986 – 5. Juli 1986 2 Wochen \| 2 \| Wham! \| The Edge of Heaven (Where Did Your Heart Go) \| – \| \| 6. Juli 1986 – 26. Juli 1986 3 Wochen \| 3 \| Madonna \| Papa Don’t Preach \| – \| \| 27. Juli 1986 – 16. August 1986 3 Wochen \| 3 \| Chris de Burgh \| The Lady in Red \| – \| \| 17. August 1986 – 6. September 1986 3 Wochen \| 3 \| Boris Gardiner \| I Want to Wake Up with You \| – \| \| 7. September 1986 – 4. Oktober 1986 4 Wochen \| 4 \| The Communards feat. Sarah Jane Morris \| Don’t Leave Me This Way \| – \| \| 5. Oktober 1986 – 11. Oktober 1986 1 Woche \| 1 \| Madonna \| True Blue \| – \| \| 12. Oktober 1986 – 1. November 1986 3 Wochen \| 3 \| Nick Berry \| Every Loser Wins \| – \| \| 2. November 1986 – 29. November 1986 4 Wochen \| 4 \| Berlin \| Take My Breath Away \| – \| \| 30. November 1986 – 13. Dezember 1986 2 Wochen \| 2 \| Europe \| The Final Countdown \| – \| \| 14. Dezember 1986 – 20. Dezember 1986 1 Woche \| 1 \| The Housemartins \| Caravan of Love \| – \| \| 21. Dezember 1986 – 17. Januar 1987 4 Wochen \| 4 \| Jackie Wilson \| Reet Petite \| – \| |                                                     |                                                     |                                                     |                           |
| ← 1985 |                                                     |                                                     |                                                     | → 1987 →                  |
| Zeitraum | Wo. ges.                                            | Interpret                                           | Titel Autor(en)                                     | Zusätzliche Informationen |
| (Zeitraum, Wochen auf Platz eins, Interpret, Titel, Autor[en], zusätzliche Informationen) |                                                     |                                                     |                                                     |                           |
| 22. Dezember 1985 – 4. Januar 1986 2 Wochen | 2                                                   | Shakin’ Stevens                                     | Merry Christmas Everyone                            | –                         |
| 5. Januar 1986 – 18. Januar 1986 2 Wochen | 2                                                   | Pet Shop Boys                                       | West End Girls                                      | –                         |
| 19. Januar 1986 – 1. Februar 1986 2 Wochen | 2                                                   | A-ha                                                | The Sun Always Shines on T.V.                       | –                         |
| 2. Februar 1986 – 1. März 1986 4 Wochen | 4                                                   | Billy Ocean                                         | When the Going Gets Tough, the Tough Get Going      | –                         |
| 2. März 1986 – 22. März 1986 3 Wochen | 3                                                   | Diana Ross                                          | Chain Reaction                                      | –                         |
| 23. März 1986 – 12. April 1986 3 Wochen | 3                                                   | Cliff Richard & the Young Ones                      | Living Doll                                         | –                         |
| 13. April 1986 – 3. Mai 1986 3 Wochen | 3                                                   | George Michael                                      | A Different Corner                                  | –                         |
| 4. Mai 1986 – 10. Mai 1986 1 Woche | 1                                                   | Falco                                               | Rock Me Amadeus                                     | –                         |
| 11. Mai 1986 – 31. Mai 1986 3 Wochen | 3                                                   | Spitting Image                                      | The Chicken Song                                    | –                         |
| 1. Juni 1986 – 21. Juni 1986 3 Wochen | 3                                                   | Doctor & the Medics                                 | Spirit in the Sky                                   | –                         |
| 22. Juni 1986 – 5. Juli 1986 2 Wochen | 2                                                   | Wham!                                               | The Edge of Heaven (Where Did Your Heart Go)        | –                         |
| 6. Juli 1986 – 26. Juli 1986 3 Wochen | 3                                                   | Madonna                                             | Papa Don’t Preach                                   | –                         |
| 27. Juli 1986 – 16. August 1986 3 Wochen | 3                                                   | Chris de Burgh                                      | The Lady in Red                                     | –                         |
| 17. August 1986 – 6. September 1986 3 Wochen | 3                                                   | Boris Gardiner                                      | I Want to Wake Up with You                          | –                         |
| 7. September 1986 – 4. Oktober 1986 4 Wochen | 4                                                   | The Communards feat. Sarah Jane Morris              | Don’t Leave Me This Way                             | –                         |
| 5. Oktober 1986 – 11. Oktober 1986 1 Woche | 1                                                   | Madonna                                             | True Blue                                           | –                         |
| 12. Oktober 1986 – 1. November 1986 3 Wochen | 3                                                   | Nick Berry                                          | Every Loser Wins                                    | –                         |
| 2. November 1986 – 29. November 1986 4 Wochen | 4                                                   | Berlin                                              | Take My Breath Away                                 | –                         |
| 30. November 1986 – 13. Dezember 1986 2 Wochen | 2                                                   | Europe                                              | The Final Countdown                                 | –                         |
| 14. Dezember 1986 – 20. Dezember 1986 1 Woche | 1                                                   | The Housemartins                                    | Caravan of Love                                     | –                         |
| 21. Dezember 1986 – 17. Januar 1987 4 Wochen | 4                                                   | Jackie Wilson                                       | Reet Petite                                         | –                         |

## Alben
| ← 1985 ← | Liste der Nummer-eins-Hits in den britischen Charts | Liste der Nummer-eins-Hits in den britischen Charts | Liste der Nummer-eins-Hits in den britischen Charts | 1987 →                    |
| \| Zeitraum \| Wo. ges. \| Interpret \| Titel \| Zusätzliche Informationen \| \| (Zeitraum, Wochen auf Platz eins, Interpret, Titel, zusätzliche Informationen) \| \| \| \| \| \| ------------------------------------------------------------------------------ \| -------- \| -------------------------- \| ----------------------------------- \| ------------------------- \| \| 29. Dezember 1985 – 11. Januar 1986 2 Wochen (insgesamt 4) \| 4 \| (Verschiedene Interpreten) \| Now, That’s What I Call Music 6 \| – \| \| 12. Januar 1986 – 22. März 1986 10 Wochen (insgesamt 14) \| 14 \| Dire Straits \| Brothers in Arms \| – \| \| 23. März 1986 – 19. April 1986 4 Wochen \| 4 \| (Verschiedene Interpreten) \| Hits 4 \| – \| \| 20. April 1986 – 24. Mai 1986 5 Wochen \| 5 \| Bryan Ferry/Roxy Music \| Street Life – 20 Great Hits \| – \| \| 25. Mai 1986 – 7. Juni 1986 2 Wochen \| 2 \| Peter Gabriel \| So \| – \| \| 8. Juni 1986 – 14. Juni 1986 1 Woche \| 1 \| Queen \| A Kind of Magic \| – \| \| 15. Juni 1986 – 5. Juli 1986 3 Wochen \| 3 \| Genesis \| Invisible Touch \| – \| \| 6. Juli 1986 – 16. August 1986 6 Wochen \| 6 \| Madonna \| True Blue \| – \| \| 17. August 1986 – 20. September 1986 5 Wochen \| 5 \| (Verschiedene Interpreten) \| Now, That’s What I Call Music 7 \| – \| \| 21. September 1986 – 27. September 1986 1 Woche \| 1 \| Five Star \| Silk and Steel \| – \| \| 28. September 1986 – 1. November 1986 5 Wochen (insgesamt 8) \| 8 \| Paul Simon \| Graceland \| – \| \| 2. November 1986 – 15. November 1986 2 Wochen \| 2 \| The Police \| Every Breath You Take – The Singles \| – \| \| 16. November 1986 – 1. Dezember 1986 3 Wochen \| 3 \| (Verschiedene Interpreten) \| Hits 5 \| – \| \| 2. Dezember 1986 – 10. Januar 1987 5 Wochen \| 5 \| (Verschiedene Interpreten) \| Now, That’s What I Call Music 8 \| – \| |                                                     |                                                     |                                                     |                           |
| ← 1985 |                                                     |                                                     |                                                     | → 1987 →                  |
| Zeitraum | Wo. ges.                                            | Interpret                                           | Titel                                               | Zusätzliche Informationen |
| (Zeitraum, Wochen auf Platz eins, Interpret, Titel, zusätzliche Informationen) |                                                     |                                                     |                                                     |                           |
| 29. Dezember 1985 – 11. Januar 1986 2 Wochen (insgesamt 4) | 4                                                   | (Verschiedene Interpreten)                          | Now, That’s What I Call Music 6                     | –                         |
| 12. Januar 1986 – 22. März 1986 10 Wochen (insgesamt 14) | 14                                                  | Dire Straits                                        | Brothers in Arms                                    | –                         |
| 23. März 1986 – 19. April 1986 4 Wochen | 4                                                   | (Verschiedene Interpreten)                          | Hits 4                                              | –                         |
| 20. April 1986 – 24. Mai 1986 5 Wochen | 5                                                   | Bryan Ferry/Roxy Music                              | Street Life – 20 Great Hits                         | –                         |
| 25. Mai 1986 – 7. Juni 1986 2 Wochen | 2                                                   | Peter Gabriel                                       | So                                                  | –                         |
| 8. Juni 1986 – 14. Juni 1986 1 Woche | 1                                                   | Queen                                               | A Kind of Magic                                     | –                         |
| 15. Juni 1986 – 5. Juli 1986 3 Wochen | 3                                                   | Genesis                                             | Invisible Touch                                     | –                         |
| 6. Juli 1986 – 16. August 1986 6 Wochen | 6                                                   | Madonna                                             | True Blue                                           | –                         |
| 17. August 1986 – 20. September 1986 5 Wochen | 5                                                   | (Verschiedene Interpreten)                          | Now, That’s What I Call Music 7                     | –                         |
| 21. September 1986 – 27. September 1986 1 Woche | 1                                                   | Five Star                                           | Silk and Steel                                      | –                         |
| 28. September 1986 – 1. November 1986 5 Wochen (insgesamt 8) | 8                                                   | Paul Simon                                          | Graceland                                           | –                         |
| 2. November 1986 – 15. November 1986 2 Wochen | 2                                                   | The Police                                          | Every Breath You Take – The Singles                 | –                         |
| 16. November 1986 – 1. Dezember 1986 3 Wochen | 3                                                   | (Verschiedene Interpreten)                          | Hits 5                                              | –                         |
| 2. Dezember 1986 – 10. Januar 1987 5 Wochen | 5                                                   | (Verschiedene Interpreten)                          | Now, That’s What I Call Music 8                     | –                         |

Die Angaben basieren auf den offiziellen Verkaufshitparaden des Chart Information Networks für das Vereinigte Königreich. Die Datumsangaben beziehen sich auf das Gültigkeitsdatum der Charts, also jeweils die auf die Verkaufswoche folgende Woche.

## Jahreshitparaden
| ← 1985 ← | Liste der Nummer-eins-Hits in den britischen Charts | Liste der Nummer-eins-Hits in den britischen Charts        | Liste der Nummer-eins-Hits in den britischen Charts | 1987 →   |
| \| Singles \| Position# \| Alben \| \| ---------------------------------------------------------------------------------------------------------------------------------------------------- \| --------- \| ---------------------------------------------------------- \| \| Don’t Leave Me This Way The Communards feat. Sarah Jane Morris Kenneth Gamble, Leon A. Huff, Cary Grant Gilbert \| 1 \| True Blue Madonna \| \| Every Loser Wins Nick Berry Simon May, Bradley James, Stewart James \| 2 \| Brothers in Arms Dire Straits \| \| I Want to Wake Up with You Boris Gardiner Ben Peters \| 3 \| Now, That’s What I Call Music 8 (Verschiedene Interpreten) \| \| Living Doll Cliff Richard & the Young Ones Lionel Bart \| 4 \| Graceland Paul Simon \| \| Chain Reaction Diana Ross Barry Alan Gibb, Maurice Ernest Gibb, Robin Hugh Gibb \| 5 \| Whitney Houston \| \| The Lady in Red Chris de Burgh \| 6 \| Now, That’s What I Call Music 7 (Verschiedene Interpreten) \| \| When the Going Gets Tough, the Tough Get Going Billy Ocean Wayne Anton Brathwaite, Barry James Eastmond, Robert John Lange, Leslie Sebastian Charles \| 7 \| Hunting High and Low A-ha \| \| Take My Breath Away Berlin Musik: Giorgio Moroder, Text: Thomas Ross Whitlock \| 8 \| A Kind of Magic Queen \| \| Papa Don’t Preach Madonna Brian Elliot \| 9 \| Revenge Eurythmics \| \| So Macho / Cruising Sinitta James George Hargreaves \| 10 \| Silk and Steel Five Star \| |                                                     |                                                            |                                                     |          |
| ← 1985 |                                                     |                                                            |                                                     | → 1987 → |
| Singles | Position#                                           | Alben                                                      |                                                     |          |
| Don’t Leave Me This Way The Communards feat. Sarah Jane Morris Kenneth Gamble, Leon A. Huff, Cary Grant Gilbert | 1                                                   | True Blue Madonna                                          |                                                     |          |
| Every Loser Wins Nick Berry Simon May, Bradley James, Stewart James | 2                                                   | Brothers in Arms Dire Straits                              |                                                     |          |
| I Want to Wake Up with You Boris Gardiner Ben Peters | 3                                                   | Now, That’s What I Call Music 8 (Verschiedene Interpreten) |                                                     |          |
| Living Doll Cliff Richard & the Young Ones Lionel Bart | 4                                                   | Graceland Paul Simon                                       |                                                     |          |
| Chain Reaction Diana Ross Barry Alan Gibb, Maurice Ernest Gibb, Robin Hugh Gibb | 5                                                   | Whitney Houston                                            |                                                     |          |
| The Lady in Red Chris de Burgh | 6                                                   | Now, That’s What I Call Music 7 (Verschiedene Interpreten) |                                                     |          |
| When the Going Gets Tough, the Tough Get Going Billy Ocean Wayne Anton Brathwaite, Barry James Eastmond, Robert John Lange, Leslie Sebastian Charles | 7                                                   | Hunting High and Low A-ha                                  |                                                     |          |
| Take My Breath Away Berlin Musik: Giorgio Moroder, Text: Thomas Ross Whitlock | 8                                                   | A Kind of Magic Queen                                      |                                                     |          |
| Papa Don’t Preach Madonna Brian Elliot | 9                                                   | Revenge Eurythmics                                         |                                                     |          |
| So Macho / Cruising Sinitta James George Hargreaves | 10                                                  | Silk and Steel Five Star                                   |                                                     |          |